# موالی
موالی یک گروه و طبقه اجتماعی در حکومت‌های اسلامی می‌باشد. اصل واژهٔ موالی در زبان عربی معانی متفاوتی داشت، اما از نیمهٔ قرن اول هجری معنای بنده یا برده یافت. از زمان خلافت راشدین، موالیان گروهی از مردم در جامعهٔ اسلامی بودند که نژاد و تباری غیر عرب داشتند و سرزمین آنان تحت سلطهٔ اعراب درآمده بود. این طبقه لزوماً مسلمان نبودند و در میان اینان از اهل ذمه نیز یافت می‌شد. موالیان از نظر مقام و موقعیت اجتماعی، پس از بردگان و کنیزان، در پست‌ترین طبقهٔ اجتماع قرار می‌گرفتند.
با آغاز دوران خلافت اموی که حکومت اسلامی کاملاً به سلطنتی سیاسی تبدیل شد و حکومتی متعصب در «عربیت» بنیان گرفت، غیرعربان مقام و منزلتی بسیار پست و پایین یافتند و چه اهل ذمه و چه تازه‌مسلمانان غیرعرب بودند، از کارگزاران اموی جور و ستم بسیار دیدند و رسماً از سوی خاندان اموی لقب «موالی» دریافتند.

## وجه تسمیه
واژهٔ «موالی» شکل جمع واژه عربی «مولی» می‌باشد که در زبان عربی واجد چندین معنا است و یکی از مفاهیم آن «بنده» است. از سوی دیگر در برخی از کتاب‌های تاریخی و ادبی، تمام ملل غیر عرب که تحت تسلط اعراب درآمده بودند، موالی خطاب می‌شدند. هر گاه مالک بنده‌ای را آزاد کنند مالک را «والاء» و بندهٔ آزادشده را «مولی» می‌گفتند؛ چنان‌که زید بن حارثه را مولای پیامبر می‌گفتند زیرا محمد او را آزاد نموده بود. کنیز آزادشده را را نیز «مولات» می‌گفتند. اگر بندهٔ آزادشده می‌مُرد و وارثی نداشت، ارث او به مالکش می‌رسید و اگر مالک او جزو قبیلهٔ مولا بود، به آن قبیله نسبت می‌دادند؛ مثلاً مولای بنی‌هاشم.

## پیدایش موالی
با توسعه و گسترش اسلام، به سبب زیاد گشتن بندگان آزادشدهٔ عرب‌ها (مردمی که پیشتر به بردگی گرفته بودند)، طبقهٔ اجتماعی نوینی تحت عنوان «موالی» پدیدار شد. اگر برده در جنگ اسیر می‌شد، مالک آن می‌توانست آن را بفروشد یا اینکه آن را نزد خود نگه دارد یا آن را آزاد کند. برای آزاد کردن بنده، در دین اسلام مقرراتی وجود دارد که عبارت‌اند از:
1. بنده مسلمان می‌شد و پرهیزگاری می‌نمود.
2. هر نفر ملزم بود در برابر یک سوگند دروغ یک نفر بنده آزاد کند.
3. اگر کسی نذری داشت و نذرش برآورده می‌شد، بنده‌ای را آزاد می‌کرد.
4. برای رضای خدا، بسیاری از نیکوکاران بنده‌ای را آزاد می‌کردند.
5. در موقع جنگ، آزاد کردن بنده‌های دشمن یک نوع تدبیر جنگی سودمند به‌شمار می‌آمد.
6. هنگام جنگ برای همراهی در جنگ علیه دشمن، بندگان را آزاد می‌کردند.
7. برای کفارهٔ خوردن روزه، به‌جای آن بنده آزاد می‌کردند.

گذشته از آزادی موالی، شرایطی وجود داشت که موالی می‌توانست خود را از قید بندگی رها کند. این شرایط عبارت‌اند از:
1. اگر اسیر با مالک خود قراردادی می‌گذاشت و بدان عمل می‌کرد، از اسارت و بندگی رهایی می‌یافت و چنین کسی را «موالی عتافه» می‌گفتند.
2. مالک و بنده با هم قرارداد می‌بستند که اگر بنده پولی فراهم کند و بهای خود بپردازد، خود را آزاد کند که این عمل را «مکاتبه» می‌گفتند.
3. دیگر از موجبات آزاد شدن بنده، تدبیر بود و آن چنین بود که مالک وصیت می‌کرد پس از مرگش، فلان بنده آزاد باشد.
4. هرگاه مولای با مولات قبیلهٔ دیگر ازدواج می‌کرد، طبعاً مولای قبیلهٔ دوم به‌شمار می‌رفت و بالعکس که به آن «مولای رَحِم» می‌گفتند.

## در ایران
هنوز دو سالی از شکست لشکریان ایران از سپاهیان عرب‌ها در نبرد نهاوند سپری نگشته بود که عمر بن خطاب خلیفهٔ دوم مسلمانان به تاریخ ذی‌الحجهٔ سال ۲۳ هجری در مسجد مدینه ترور و کشته شد. ضارب او فردی ایرانی به نام پیروز نهاوندی و نامور به «ابولولو» بود که گویا در نبرد جلولا اسیر دست عرب‌ها شده بود. طبری زادگاه وی را نهاوند می‌داند. به نظر عبدالحسین زرین‌کوب می‌توان کشته شدن خلیفه به دست فردی از تبار ایرانیان را نشانه و نمادی از خشم و کینهٔ ایرانیان نسبت به اعراب برشمرد. از سوی دیگر، در شهرها و مناطق مختلف ایران هرگاه فرصتی مهیا می‌شد، مردم سر به شورش و طغیان برمی‌داشتند. به عنوان نمونه، می‌توان به شورش مردم خوره شاپورخواست و کازرون پس از مرگ عمر اشاره داشت. بعد از قتل عثمان، خلیفه سوم، و همچنین هر زمان که شهرهای بصره و کوفه تعویض حاکم را به خویش می‌دیدند، در نقاط مختلف ایران نهضت‌ها و قیام‌های محلی رخ می‌داد. به عنوان نمونه می‌توان شورش مردمان شهر استخر را پس از مرگ عثمان گواه آورد. حتی به عهد خلافت علی نیز سرزمین خراسان صحنه قیام و شورش بود و مردمان شهرهایی مانند نیشابور، از پرداخت جزیه و خراج به اعراب خودداری کردند. به هر روی، می‌توان قاطعانه بیان داشت که ایرانیان تا مدت‌ها پس از شکست نهاوند در ایام خلافت عثمان و علی به مبارزه و جدال با اعراب مهاجم مشغول بودند.

## وضعیت موالی در دوره خلافت علی
مطابق برخی منابع مانند تاریخ یعقوبی، علی بن ابی‌طالب بین موالی و اعراب تفاوتی قائل نمی‌شد. یعقوبی نوشته است: «علی اموال بیت‌المال را به نسبت مساوی تقسیم می‌کرد و به موالی به همان اندازه می‌داد که به سایر عرب‌ها.»
گویا برخی از اعراب که در دوره‌های قبلی وضعیت دیگری را شاهد بودند، از این موضوع گلایه داشتند؛ تا حدی که اشعث بن قیس کِنِدی نزد علی رفت و به او گفت: «با نزدیک کردن این موالی به خود کِنِدی را از خود رانده‌ای!» علی نیز در پاسخ به او گفت: «اگر موالی را از خود برانم بسیار جاهلانه خواهد بود.»

## وضعیت موالی در دوره امویان
پس از کشته شدن علی در مسجد کوفه و صلح حسن و معاویه، خلافت معاویه بن ابوسفیان آغاز می‌گردد. به نوشته زرین‌کوب، حکومت امویان را چیزی به‌جز ارتجاع و بازگشت به فرهنگ عرب پیش از اسلام نمی‌توان نامید؛ زیرا به جز دورهٔ کوتاه مدت خلافت عمر بن عبدالعزیز تمامی خلفای این سلسله خشونت و تنفر نسبت به موالی و غیر عربان را پیشه خویش کرده بودند. امویان را اعتقاد بر این بود که فقط کسی که خون خالص عربی در رگ و ریشه‌اش باشد سزاوار فرمانروایی بر خلق است و سایر نژادها برای خدمت به اعراب و انجام کارهای پست آفریده شده‌اند. چنین طرز تفکری که در ذهن اعراب و به ویژه امویان ریشه دوانیده بود، مسبب روا داشتن جور و ستم‌های زیر بر این مردم شد:
- عرب‌ها بر موالی مباهات می‌نمودند که: «ما شما را از بردگی و اسارت آزاد ساختیم و از کفر و شرک و پلیدی نجات داده و به اسلام رهنمون ساختیم. ما شما را با شمشیر سعادتمند ساختیم و با زنجیر به بهشت کشاندیم. پس همین دلیل کافی است تا بدانید ما از شما برتریم.»[۱۰]
- اعراب معمولاً کارهایی را برعهدهٔ موالی می‌نهادند که از اهمیت واعتباری برخوردار نباشد. به عنوان نمونه، شغل قضاوت به هیچ عنوان به موالی واگذار نمی‌گردید؛ چرا که به عقیده عرب این قبیل مقامات شایستهٔ مردم نژاده و با خانواده بود و کسی باید دارای این مقام گردد که اصل و نسب پرافتخاری داشته باشد.[۱۴]
- اقتدا نکردن عرب‌ها به موالی در خواندن نماز از دیگر موارد پست شماری موالی محسوب می‌شود؛ جالب آن است که اگر هم به فرض اعراب به موالی اقتدا می‌کردند به آنان می‌گفتند که «برای فروتنی و تواضع نسبت به خداوند چنین کاری انجام داده‌ایم».[۱۴]
- عربان به هنگام مهمانی، موالی را ولو اینکه دانشمند، متقی و مؤمن بود، اجازهٔ نشستن بر سر سفره نمی‌دادند و او را بر سر راه می‌نشاندند «تا همگان دریابند که او از اعراب نیست».[۱۰]
- معاویه بن ابی‌سفیان بدان حد موالی را پست می‌شمرد که از بیم آنکه آنان به سبب زیاد شدن تعدادشان دردسرساز شوند، تصمیم به نابودی و سربه‌نیست کردن آنها یا حداقل برخی از آنان گرفت؛ ولی سرانجام بر اساس مشورت یارانش از اجرای چنین تصمیمی خودداری کرد.[۱۵]
- اعراب موالی را به کنیه صدا نمی‌کردند و موالی را از داشتن کنیه منع می‌ساختند.[۱۶] درحالی‌که یکی از رسوم و افتخارات عرب‌ها خواندن یکدیگر به کنیه بود.
- عربان با موالی هرگز در یک ردیف راه نمی‌رفتند و آنان را «علوج» یعنی «خدانشناس‌ها» و «نادانان» می‌خواندند.[۱۶]
- اگر کسی از عرب‌ها می‌مرد، موالی را اجازه نمی‌دادند تا به همراه دیگران بر جسد او نماز میت گذارند.[۱۷]
- حجاج بن یوسف حاکم عراق به روزگار امویان، بر دستان موالی داغ می‌نهاد و نشان می‌گذاشت تا از سایر طبقات شناخته شوند.[۱۸]
- حجاج پس از شکست دادن ابن اشعث[کدام؟]، آن دسته از موالی را که در معیت او بودند دستگیر نمود و برای آنکه آنان را پراکنده سازد و از اجتماع مجددشان جلوگیری نماید، دستور داد تا به دست هر یک از آنان، نام سرزمینی را که بدانجا تبعید می‌شوند خالکوبی نموده و داغ زنند.[۱۶]
- اعراب به هنگامی که چیزی می‌خریدند و به خانه بازمی‌گشتند، اگر در میان راه با یکی از موالی روبه‌رو می‌شدند، او را مکلف می‌کردند تا بارش را برایش به مقصد برساند. اگر عربی پیاده بود و فردی از موالی را سواره می‌دید، مولی را وادار می‌ساخت تا مرکب خویش را در اختیار او قرار دهد.[۱۹]
- عرب‌ها زن دادن به غیر عرب را نوعی بردگی، بندگی و ننگ می‌دانستند؛ آنان حاضر بودند حتی دختران خویش را به افرادی از پست‌ترین قبایل عرب شوهر دهند، اما به هیچ وجه رضا به ازدواج آنان با فردی از عجم نمی‌دادند.[۲۰]
- موالی اجازه نداشتند بدون اجازهٔ اربابان سابق دختران خویش را شوهر دهند.[۲۱]
- به هنگام نبرد، اعراب موالی را با پای پیاده و شکم گرسنه به اردوگاه می‌بردند و به آنان اجازه سوار گشتن بر اسب و شتر را نمی‌دادند و پس از جنگ، حتی اندک سهمی از غنایم به آنان نمی‌دادند.

## نهضت موالی
چنانچه غرور و خودپسندی اعراب در عصر امویان به حد افراط رسید، مردمان ازجمله ایرانیان را طاقت به سرآمد و به قصد انتقام برخاستند؛ در اینجا به دو گروه تفکیک گشته و دو روش متفاوت را درپیش گرفتند:
1. شعوبیان: که آشکارا در ضدیت با برتری عرب، به مبارزه فرهنگی روی آوردند و مبارزات کلامی را پیشه خویش ساختند و مدعی گشتند که «عرب را نه تنها هیچ مزیتی بر اقوام دیگر نیست، بلکه خود از هر مزیتی عاری است».
2. طرفداران مبارزه مسلحانه: که با شیعیان علی و خوارج و سایر دشمنان بنی‌امیه هم‌دست گشتند و به نبرد رویاروی با امویان دست می‌زدند. این طور که نوشته‌اند، مثلا در سپاهی که مختار به سمت مدینه فرستاد، از سه هزار نفر آنها تنها هفتصد نفر عرب و بقیه موالی بودند.

در نمونه‌های دیگر، آنطور که یعقوبی نوشته است تعدادی از موالی  هنگامی که مغیرة بن شعبه در زمان معاویه والی کوفه بود، بدون دخالت اعراب دست به قیام زدند. آنها همگی به اسلام گواهی داده و خود را مسلمان می‌دانستند آنها اندکی بعد در بادوریا (غرب بغداد) کشته شدند.